# Klaus Weiss (Schlagzeuger)
Klaus Weiss (* 17. Februar 1942 in Gevelsberg (Westfalen); † 10. Dezember 2008 in Pfaffenhofen an der Ilm) war ein deutscher Jazz-Schlagzeuger.

## Leben und Wirken
In den 1960er Jahren spielte er im Klaus-Doldinger-Quartett und entwickelte sich neben Ralf Hübner und Joe Nay zu einem der wichtigsten deutschen Schlagzeuger des Modern Jazz. 1967 wurde er Schlagzeuger des Orchesters von Erwin Lehn; er war an zahlreichen Bigbandprojekten beteiligt und leitete auch eigene Großformationen. Zwischen 1971 und 1973 stand er zudem hinter dem Fusionprojekt Niagara. In den letzten Jahren trat er vor allem mit seinem Quintett und seinem Trio auf. Weiterhin ist er auf Alben von Attila Zoller, George Gruntz, Dusko Goykovich, Mal Waldron, Fritz Pauer, Friedrich Gulda, Hampton Hawes, Eugen Cicero und Ingfried Hoffmann zu hören.
Als seine Vorbilder bezeichnete er Sid Catlett, Klook, d. h. Kenny Clarke, Art Blakey, Buddy Rich und Philly Joe Jones. Manche Kenner meinen aus seinem stets kompetenten Spiel auch Einflüsse von Shelly Manne herauszuhören. Johnny Griffin bewertete ihn als „one of the few European drummers with that distinctive American feeling.“
Weiss spielte unter anderem mit den folgenden Musikern: Benny Bailey, Cecil Bridgewater, Don Byas, Philip Catherine, Eddie Lockjaw Davis, Jerry Dodgion, Kenny Drew, Booker Ervin, Wilton Gaynair, Herb Geller, Roman Schwaller, Johnny Griffin, Slide Hampton, Billy Harper, Clifford Jordan, Herbie Mann, Howard McGhee, Don Menza, Tete Montoliu, George Mraz, Sal Nistico, Walter Norris, Horace Parlan, Bud Powell, Jerome Richardson, Tony Scott, René Thomas, Peter Trunk und Leo Wright.
Weiss war noch 2008 im Trio von Robert Lakatos (mit Thomas Stabenow) auf Japantournee. Er verstarb überraschend an Herzversagen.

## Diskographische Hinweise
- Das Klaus Weiss Trio: Greensleeves, (Philips / Universal) 1966
- Klaus Weiss Orchestra: I Just Want To Celebrate, (BASF) 1971
- Klaus Weiss Quartet: „Mythologie“ – Live at ´Domicile´ Munich, (BASF) 1971
- Klaus Weiss Orchestra: Live at the Domicile, (BASF / ATM) 1972
- Klaus Weiss Ensemble: Drum Box, (MPS Records / BASF) 1974
- Klaus Weiss Sounds & Percussion, (Conroy) 1975
- Klaus Weiss: The Git Go, (MPS / BASF) 1975
- Klaus Weiss Quintet: „Child’s Prayer“, (MRC/EMI) 1978
- Klaus Weiss Rhythm & Sounds Time Signals, (Selected Sound) 1978
- Klaus Weiss Rhythm & Sounds Sound Inventions, (Selected Sound) 1979
- Klaus Weiss Sound Music Album 18, (Golden Ring) 1979
- Klaus Weiss Sound Music Album 26, (Golden Ring) 1979
- Klaus Weiss Quintet: On Tour, (Calig) 1979
- Klaus Weiss Quintet: Density, (EMI Elektrola) 1980
- Klaus Weiss Open Space Motion, (Coloursound Library) 1981
- Klaus Weiss Sport Sequences Vol. 1, (SONOTON) 1982
- Klaus Weiss Sport Sequences Vol. 2, (SONOTON) 1982
- Klaus Weiss Quintet: Salt Peanuts, (Bell Records) 1982
- Klaus Weiss Big Band: Lightnin, (Jeton / Bell Records) 1984
- Klaus Weiss Quintett: featuring Clifford Jordan, (JHM Records / Atelier Sawano) 1987
- Klaus Weiss Quintet: A Taste Of Jazz, (ATM Records / Performance) 1988
- Klaus Weiss Trio: L.A.Calling, (Bellaphon / Performance) 1991
- A Message from Santa Claus mit NDR Bigband, Till Brönner, Annette Lowman (minor music) 1995
- Klaus Weiss Sextet: All Night Through, (ATM Records) 1996

Sunbirds
- Sunbirds: Sunbirds (BASF / Garden of Delights) 1971
- Sunbirds: Zagara (Finger Records) 1972

### Weitere Aufnahmen (Auswahl)
- Klaus Doldinger Jazz Made in Germany (1963)
- Klaus Doldinger Live at Blue Note Berlin (1963)
- Ingfried Hoffmann: Ingfried Hoffmann’s Hammond Tales, 1963
- Attila Zoller: Heinrich Heine: Jazz und Lyrik, 1964
- George Gruntz: Jazz Goes Baroque, 1964
- Hampton Hawes: Hampton Hawes Trio, 1967
- Friedrich Gulda: As You Like It, 1970
- Friedrich Gulda: Fata Morgana, 1971
- Friedrich Gulda: The Long Road To Freedom, (MPS / BASF) 1971
- Tom Spencer (Klaus Weiss/Christian Schulze) – Moogie Boogie/Ghostrider, (Sonopresse) 1973
- Eugen Cicero – Eugen Cicero’s Chopin Festival – „Mr. Golden Hands“ Vol.2, (Intercord) 1973
- Margot Werner: Und für jeden kommt der Tag (Polydor) 1974
- Volker Kriegel: Biton Grooves (1974, ed. 2019)
- The Tremble Kids – 25 Jahre Live (2-LP) (Intercord), 1977
- Munich Big Band – Intersong (Intersong Musikverlag), 1978
- Thomas Stabenow: Chutney, (Eigenverlag) 1984
- Joerg Reiter Trio: Simple Mood, (Atelier Sawano) 1985
- Klaus Weiss & Fritz Pauer – Video Sound Vol. 1, (KLAWEI-Musikverlag) 1986
- Francis Coppieters Selection – Colours in Jazz (Intersound) Recorded March 1986 at Cornet Studio, Cologne
- Saxophone Connection, (L+R Records) 1991
- Rob van Bavel, Thomas Stabenow, Klaus Weiss Bouncin´& Swingin´, 1993
- The Midnight Five – Groovy Sounds, (Herkules) 1994
- Tizian Jost Trio: Our Reflections, (Atelier Sawano) 2003
- Jack van Poll + Thomas Stabenow + Klaus Weiss: In Munich, (Atelier Sawano) 2005
- Tizian Jost Trio Plays Jobim, (Atelier Sawano) 2006
- Jack van Poll Trio: Blues and Ballads, (Atelier Sawano) 2007
- Robert Lakatos Trio: You and the Night and the Music, (Atelier Sawano) 2007
- Tizian Jost Trio: The Night Has a Thousand Eyes, (Atelier Sawano) 2008
- Nikoletta Szőke: A Song for You, (Atelier Sawano) 2008